# إتش بالمر هال
إتش بالمر هال (بالإنجليزية: H. Palmer Hall)‏ هو أمين مكتبة أمريكي، ولد في 1 أكتوبر 1942 في بومونت في الولايات المتحدة، وتوفي في 9 فبراير 2013.